# The Death of Stalin
The Death of Stalin (bra: A Morte de Stalin; prt: A Morte de Estaline) é um filme belgo-franco-britânico de 2017, do gênero dramedia-histórica dirigido por Armando Iannucci, sobre como a morte do líder soviético Josef Stalin, criou uma disputa acirrada e violenta dentro do Partido Comunista pelo título de novo líder da nação.O filme conta com roteiro de David Schneider, Ian Martin e Peter Fellows baseado em gibi homônimo de Fabien Nury e Thierry Robin. O filme estreou no Festival Internacional de Cinema de Toronto em 8 de setembro de 2017.

## Sinopse
Na noite de 5 de março de 1953, Josef Stalin está em sua dacha, ouvindo um recital do Concerto de Piano nº 23 de Mozart, transmitido ao vivo da Rádio Moscou. Ele liga para o estúdio, ordenando que lhe providenciem uma gravação; como o evento não foi gravado, os engenheiros apressadamente tentam reproduzir o show de toda forma possível. Enojada, a pianista Maria Yudina, que teve seus parentes e amigos condenados pelo premiê, esconde um bilhete para Stalin dentro da capa do disco, com protestos ao seu abuso de poder. Enquanto isso, Stalin janta com outros membros do Comitê Central: Molotov, Malenkov, Khrushchev e Beria, diretor do NKVD.
Uma vez sozinho, Stalin recebe a gravação do recital e encontra o bilhete de Yudina, que lhe faz gargalhar histericamente, pouco antes de sofrer uma crise de hipertensão. Seus guardas o ouvem cair em seu quarto, mas não entram por medo de serem punidos por interromper sua privacidade; Stalin só é descoberto na manhã seguinte por sua empregada. Todos os membros do Comitê Central são chamados para a dacha; Beria, que chega primeiro, encontra o bilhete e rouba alguns documentos do cofre de Stalin. Malenkov, que é o sucessor de Stalin, chega em seguida e entra em pânico, mas é acalmado por Beria, que secretamente planeja usá-lo como fantoche.
Khrushchev, vice direto (de jure) de Malenkov, é o proximo a chegar, acompanhado pelos demais membros do Comitê, que se atrapalham ao debater por uma solução. Beria imediatamente coloca o NKVD para assumir o trabalho do Exército Vermelho em garantir a segurança de Moscou. O Comitê luta em encontrar médicos para tratar de Stalin, uma vez que este condenou a morte ou prisão os melhores médicos do país. Khrushchev e Beria começam a lutar para ganhar influência, como o controle sobre a filha de Stalin, Svetlana, e seu filho alcoólatra paranoico, Vasily; quando o corpo de médicos declara o óbito de Stalin por aneurisma cerebral, o Comitê corre de volta para a cidade, enquanto o NKVD providência que os médicos e funcionários da dacha sejam eliminados. Khrushchev busca o apoio de Molotov, mas ele se opõe pois seria faccionismo, algo que Stalin não tolerava. No entanto, Beria assegura cinicamente a lealdade de Molotov ao libertar sua esposa, a ex-conselheira Polina Zhemchuzhina, da prisão.
O Comitê se reúne no Kremlin e nomeia Malenkov como novo premiê, conforme estabelecido nos artigos da Constituição Soviética. No entanto, ele está amplamente sob o controle e influência de Beria, que usa-o para consolidar mais poderes para si. Como resultado, Khrushchev é deixado de lado e encarregado de planejar o funeral de Stalin, enquanto Beria sugere a adoção das reformas liberais que Khrushchev queria implementar. Durante o velório de Stalin, Beria começa a ganhar apoio ao desativar os gulags, libertar prisioneiros políticos e afrouxar as restrições à Igreja, mas é desafiado pelo furioso Marechal Georgy Zhukov, após o Exército Vermelho ser relegado de volta aos quartéis. Beria ordena que o tráfego ferroviário para Moscou seja interrompido, colocando a cidade em estado de sítio, o que impede a população do interior de comparecer ao evento; quando Yudina é contratada para tocar no funeral, Beria descobre que a pianista é próxima de Khrushchev, e o chantageia para que este não se intrometa, ameaçando revelar o conteúdo do bilhete que potencialmente arruinaria sua carreira.
Em retaliação, Khrushchev se aproxima de Zhukov para obter o apoio do exército num golpe contra Beria; Zhukov manifesta interesse, mas apenas se os outros membros Comitê Central apoiarem o plano. Khrushchev começa a minar a popularidade de Beria autorizando o trafego livre a Moscou, o que sobrecarrega as tropas do NKVD, levando ao massacre de 1.500 cidadãos. O Comitê sugere punir o baixo escalão do NKVD, mas Beria se opõe, já que culpabilizar o NKVD mancharia sua reputação, e ameaça revelar dados comprometedores de cada um caso o Comitê intervenha. Enquanto os membros ficam em guarda de honra ao redor do corpo de Stalin, representantes da Igreja Ortodoxa comparecem a ocasião, enfurecendo Molotov; posteriormente encontra-se secretamente com Khrushchev e Kaganovich, oferecendo seu apoio a um golpe contra Beria caso o resto do Comitê faça o mesmo.
No dia do funeral de Stalin, Khrushchev mente para Molotov e Zhukov que o Comitê apoia por unanimidade a ação contra Beria; Zhukov informa aos militares, que imediatamente retiram a NKVD de seus postos e apreendem Beria, enquanto Khrushchev coage Malenkov a assinar o mandado de prisão. Em um julgamento arbitrário dentro de um galpão, Khrushchev e seus aliados acusam Beria de abuso de poder, estupro e pedofilia. Ao ser condenado a morte, Beria luta com os soldados e é baleado na cabeça do lado de fora. Enquanto o corpo é queimado, Khrushchev dá a Svetlana uma passagem de ida para Viena, e lhe garante que seu irmão Vasily será bem cuidado; Khrushchev, Molotov e Kaganovich chegam ao consenso de que Malenkov é incapaz de liderar o país.
Anos depois, Khrushchev assume como novo líder da União Soviética após remover ou rebaixar parte de seus co-conspiradores para assegurar seu poder. Ele assiste a um concerto de Yudina, enquanto o novo membro do Comitê e seu futuro sucessor, Leonid Brezhnev, observa-o atentamente da fileira de assentos acima.

## Elenco
- Steve Buscemi - Nikita Khrushchov
- Simon Russell Beale - Lavrenti Beria
- Paddy Considine - Andrey Andreyev
- Rupert Friend - Vasily Djugashvili
- Jason Isaacs - Georgy Zhukov
- Michael Palin - Viatcheslav Molotov
- Andrea Riseborough - Svetlana Alliluyeva
- Jeffrey Tambor - Geórgiy Malenkov
- Adrian Mcloughlin - Josef Stalin
- Olga Kurylenko - Maria Yudina
- Paul Whitehouse - Anastas Mikoyan
- Paul Chahidi - Nikolai Bulganin
- Dermot Crowley - Lazar Kaganovich
- Justin Edwards - Maestro Spartak Sokolov
- Richard Brake - Tarasov
- Jonathan Aris - Mezhnikov

## Censura
A dois dias do lançamento, em janeiro de 2018, The Death of Stalin foi totalmente censurado, sob a alegação de desrespeitar os símbolos soviéticos e ofender a memória do marechal Júkov.

## Precisão histórica
Vários acadêmicos apontaram para imprecisões históricas em A morte de Stalin. O diretor Armando Iannucci respondeu: "Eu não estou dizendo que é um documentário. Ele é uma ficção, mas é uma ficção inspirada na verdade do que ele deve ter se sentido como no momento. Meu objetivo é para o público a sentir o tipo de baixa -nível de ansiedade que as pessoas devem ter quando simplesmente realizavam suas vidas diárias naquele momento".
O historiador Richard Overy escreveu que o filme "está repleto de erros históricos", incluindo:
- Molotov não era ministro das Relações Exteriores quando Stalin morreu. Ele havia sido demitido em 1949, mas tornou-se ministro das Relações Exteriores novamente na reforma pós-Stalin.
- O marechal (não o marechal de campo) Zhukov era um comandante de campo local quando Stalin morreu, exilado nas províncias para satisfazer o ciúme paranóico de Stalin por ele. Ele se tornou vice-ministro da Defesa no governo pós-Stalin, mas não era comandante do Exército Soviético em março de 1953.
- Khrushchev, e não Malenkov, presidiu a reunião para reorganizar o governo.
- Beria foi preso três meses depois da morte de Stalin, não quase simultaneamente, e isso foi precipitado pelo levante da Alemanha Oriental de 1953, não um massacre de enlutados em Moscou, que na verdade é baseado nos 109 que foram pisoteados até a morte durante o funeral. Além disso, Beria não era chefe das forças de segurança, cargo que desistiu em 1946.[8]

Overy criticou muito o fato de o filme não homenagear apropriadamente aqueles que morreram durante a liderança de Stalin. Iannucci disse que "escolheu diminuir o absurdo da vida real" para tornar o trabalho mais verossímil.
A parte da Rádio Moscou é uma releitura de uma história apócrifa registrada pela primeira vez no livro Testemunho de Solomon Volkov. Mas, no relato de Volkov, foi Maria Yudina quem foi acordada no meio da noite para ser gravada, e a gravação levou Stalin às lágrimas, levando-o a pagar a Yudina 20 000 rublos em agradecimento. A história posteriormente serviu de base para a peça de rádio da BBC de 1989, The Stalin Sonata, de David Zane Mairowitz. Embora a anedota a fizesse enviar uma carta a Stalin, ela supostamente escreveu para agradecê-lo pelo dinheiro, acrescentando que o doaria para a restauração de uma igreja e que estaria orando para que os pecados de Stalin fossem perdoados. Além disso, embora a verdadeira Maria Yudina tenha sido demitida em uma ocasião por suas divergências ideológicas com o regime, sua família não foi morta.
Outro aspecto histórico menor da trama foi modificado para o filme, o acidente de avião em 1950 em Sverdlovsk, no qual 11 jogadores do time de hóquei no gelo VVS Moscou morreram. No filme, Vasily Stalin e Anatoly Tarasov lidam com uma equipe nacional de hóquei no gelo da União Soviética esgotada, com uma referência ao jogador estrela Vsevolod Bobrov, que perdeu o vôo. No entanto, a queda aconteceu em 5 de janeiro de 1950, mais de três anos antes da morte de Stalin.
O NKVD foi substituído pelo MVD em 1946, quase sete anos antes da morte de Stalin.
 

Samuel Goff, do Departamento de Estudos Eslavos da Universidade de Cambridge, embora admitisse que as discrepâncias históricas do filme poderiam ser justificadas como ajudando a enfocar o drama, escreveu que transformar Beria em "um avatar das obscenidades do estado stalinista" perdeu a chance para dizer "qualquer coisa sobre os verdadeiros mecanismos de poder". Goff argumentou que a abordagem de Iannucci à sátira não era transferível para algo como o stalinismo e o filme é "fundamentalmente mal equipado para localizar a comédia inerente ao stalinismo, perdendo marcas que não sabe que deveria ter como objetivo".